# Formula di Gleicher
La Formula di Gleicher o Equazione del Cambiamento fu creata da Richard Beckhard e David Gleicher e rappresenta una regola universale applicabile ad ogni situazione e campo di vita; essa esprime con veridicità matematica e razionale, il processo che accade interiormente ad un individuo, allorché si trovi davanti al dover prendere una decisione importante che si presuppone possa cambiare lo stato attuale;  individua e distingue con precisione le forze che contribuiscono allo stato d'animo di chi vive queste situazioni:
C = I x V x P > S
Il Cambiamento avviene quando la risultante delle seguenti componenti: Insoddisfazione (dello stato attuale) moltiplicata per la Visione (del progetto che vediamo avanti a noi) moltiplicata ancora per i Primi passi (che ci troviamo a fare in quella direzione), risulta maggiore dello Status quo nel quale viviamo